# Leonardo Vinci
Leonardo Vinci, född 1690 i Strongoli, Kalabrien, död den 27 maj 1730 i Neapel, var en italiensk tonsättare.
Vinci, som var elev till Greco, blev hovkapellmästare i Neapel och skrev 40 operor, dels livfulla komiska, dels seriösa, som prisades för styrka i det dramatiska uttrycket, bland andra Ifigenia in Tauride (1725), Didone abbandonata (1728) och Artaserse (1730) samt vidare två oratorier, mässor och motetter. Hans publikfriande melodier slog an på samtiden.